# アビ・ヴァールブルク
アビ・モーリッツ・ヴァールブルク（Aby Moritz Warburg, 1866年6月13日 - 1929年10月26日）は、ドイツの美術史家。1919年からハンブルク大学の教授を務めた。

## 生涯
ハンブルクの富裕なユダヤ人銀行家の家庭に生まれ育つ。祖先はイタリアからドイツに移住したセファルディムである。ボンとミュンヘンとストラスブールで考古学と美術史のほか、医学、心理学、宗教史を学ぶ。博士論文のテーマはボッティチェリの《ヴィーナスの誕生》と《プリマヴェーラ》だった。
4人兄弟の長男だったが家業の相続を嫌い、家督を弟マックス・ヴァールブルクらに譲る代わりに、生家の経済的援助で研究を続けた。1896年には米国に旅して、ホピ族に関する人類学的研究をおこなっている（「蛇儀礼」）。
鬱病と統合失調症を患い、1921年、スイスのクロイツリンゲンにあったルートヴィヒ・ビンスヴァンガーの神経科医院に入院。1924年、医師や患者仲間たちの前で高度な学術的講義をおこなうことで正気を証し、退院を許される。
晩年の5年間は、精神病の再発を気遣いつつも、未完に終わった「ムネモシュネ・アトラス」の主要論文を執筆。ハンブルクで心臓病のため死去。
研究のために収集した書籍・映像資料を私設の「ヴァールブルク文化学図書館（Kulturwissenschaftliche Bibliothek Warburg）」で公開していたが、ヴァールブルクの死後、ナチスの台頭を避けてロンドンに移転、現在はロンドン大学附属のウォーバーグ研究所が運営されている。

## 著作（日本語訳）
- 『ヴァールブルク著作集』（全7巻） 伊藤博明、岡田温司、上村清雄ほか訳、ありな書房、2003年 - 2006年
  1. サンドロ・ボッティチェッリの「ウェヌスの誕生」と「春」- イタリア初期ルネサンスにおける古代表象に関する研究
  2. フィレンツェ市民文化における古典世界
  3. フィレンツェ文化とフランドル文化の交流
  4. ルネサンスの祝祭的生における古代と近代
  5. デューラーの古代性とスキファノイア宮の国際的占星術―付：図（1枚）
  6. ルターの時代の言葉と図像における異教的＝古代的予言
  7. 蛇儀礼 - 北アメリカ、プエブロ・インディアン居住地域からのイメージ
- 『著作集 別巻1 ムネモシュネ・アトラス』 田中純、加藤哲弘、伊藤博明訳注、ありな書房、2012年
- 『著作集 別巻2 怪物から天球へ 講演・書簡・エッセイ』 伊藤博明、加藤哲弘訳注／石井朗・企画構成、ありな書房、2014年
- 『異教的ルネサンス』 進藤英樹訳、ちくま学芸文庫、2004年
「デューラーの〜」と「ルターの〜」など論考3篇
- 『蛇儀礼』 三島憲一訳、岩波文庫、2008年

## 研究評伝
- エルンスト・ゴンブリッチ 『アビ・ヴァールブルク伝 ある知的生涯』 鈴木杜幾子訳、晶文社、1986年
- 田中純 『アビ・ヴァールブルク 記憶の迷宮』 青土社、2001年、新装版2011年
- 田中純 『歴史の地震計　アビ・ヴァールブルク『ムネモシュネ・アトラス』論』 東京大学出版会、2017年
- 前田耕作・松枝到編 『ヴァールブルク学派 文化科学の革新』 平凡社、1998年
「ヴァールブルク・コレクション」別巻、詳細な書誌を収録
- 『残存するイメージ アビ・ヴァールブルクによる美術史と幽霊たちの時間』
ジョルジュ・ディディ＝ユベルマン／竹内孝宏・水野千依訳、人文書院、2005年
- 『アトラス、あるいは不安な悦ばしき知』－『ムネモシュネ・アトラス』の解説論考
ジョルジュ・ディディ＝ユベルマン／伊藤博明訳・解説、石井朗・企画構成、ありな書房、2015年
- フリッツ・ザクスル 『シンボルの遺産』 松枝到・栗野康和訳、せりか書房、1980年／ちくま学芸文庫（増訂版）、2005年
著者は後継者の一人、ヴァールブルク文庫とヴァールブルク回想の章がある。
  - 他に『イメージの歴史 ザクスル講義選集』（ブリュッケ、2009年）
  - 『英国美術と地中海世界』（R・ウィトカウアー共編、勉誠出版、2005年）- 各・鯨井秀伸編訳
- 『記憶された身体 アビ・ヴァールブルクのイメージの宝庫』
1999年7月6日-8月29日 国立西洋美術館で催したオーストリア国立図書館所蔵アルベルティーナ版画素描コレクションの解説図録
- 『死の舞踏 中世末期から現代まで』
2000年10月11日-12月3日 国立西洋美術館で催したデュッセルドルフ大学所蔵版画素描コレクションの解説図録

### 関連文献
- エトガー・ヴィント 『シンボルの修辞学』 晶文社〈図像と思考の森〉、2007年
第2章で、上記ゴンブリッチの伝記を強く批判。秋庭史典、加藤哲弘、金沢百枝、蜷川順子、松根伸治 訳。
- カルロ・ギンズブルグ 『神話・寓意・徴候』 竹山博英訳、せりか書房、1988年
第2章「ヴァールブルクからゴンブリッチへ」
  - ギンズブルグ 『歴史を逆なでに読む』に関連論考。上村忠男訳、みすず書房、2003年
- 松枝到『イメージの産出　文化と歴史の編みもの』せりか書房、2017年
第3章「ヴァールブルクの宇宙」。旧版は『ヴァールブルク学派』に収録。
- 『イメージ学の現在　ヴァールブルクから神経系イメージ学へ』 東京大学出版会、2019年
第1部「アビ・ヴァールブルクからイメージ学へ」。坂本泰宏・田中純・竹峰義和編
- アルベルト・マンゲル 『図書館　愛書家の楽園』 白水社、2008年、新装版2018年、2025年
アビ・ヴァールブルクの図書館を論ず。野中邦子訳
- ロン・チャーナウ 『ウォーバーグ ユダヤ財閥の興亡』 日本経済新聞社（上下）、1998年
一族との関わりでの活動は、上巻に詳しい。青木榮一訳